# Marina Kvaskoff
Marina Kvaskoff, née le 10 juillet 1980 à Cannes est une épidémiologiste, chercheuse à l'INSERM, qui travaille sur l'endométriose et le cancer.

## Biographie
Son grand-père est un Russe réfugié en France, fuyant la révolution dans son pays. Après une première année d'études de pharmacie, Marina Kvaskoff est étudiante en biologie. Elle obtient un master de santé publique à l'Université Paris-Sud (2006).
Marina Kvaskoff est lauréate 2008 de la bourse « Pour les femmes et la science » décernée par L’Oréal France, la Commission française pour l’Unesco et l’Académie des sciences. En 2009 elle est docteur de santé publique, spécialité épidémiologie, en soutenant sa thèse Endometriosis and naevus-associated gene variants in relation to risk of cutaneous melanoma, dirigée par Marie-Christine Boutron-Ruault et David Whiteman. Elle est alors chercheuse invitée au Queensland Institute of Medical Research, à Brisbane (Australie) et fait des études postdoctorales à l’Inserm auprès du Centre de recherche en épidémiologie et santé des populations, et à la Harvard Medical School et au Brigham and Women’s Hospital (Boston). Elle travaille sur "les facteurs hormonaux, nutritionnels et génétiques associés au risque de mélanome cutané, un cancer de la peau dû en partie à l’exposition au soleil".
En 2016 elle est nommée chargée de recherche à l’Inserm et, en 2017, habilitée à diriger les recherches. Elle se consacre alors à la recherche sur l’endométriose. Elle contribue, tant par ses recherches que par ses articles, ses participations à des émissions de radio et de télévision, à ce que cette maladie s'impose dans le débat public. Elle préside le comité scientifique de la cohorte de patients "endométriose" dans le cadre de ComPaRe, la communauté des patients créée afin de faire avancer la recherche sur les maladies chroniques.

## Hommages
- Un tunnelier de la ligne 15 du métro de Paris a été baptisé Marina[7].